# Montreuil-sur-Ille
Montreuil-sur-Ille ist eine französische Gemeinde mit 2419 Einwohnern (Stand 1. Januar 2022) im Département Ille-et-Vilaine in der Region Bretagne.

## Geographie
Montreuil-sur-Ille liegt etwa 30 Kilometer nördlich von Rennes, der Hauptstadt der Bretagne. Die Stadt wird vom Fluss Ille durchquert, der ab hier Teil des Canal d’Ille-et-Rance wird. Die kanalisierte Ille ist von hier bis Rennes schiffbar. Folgt man dem Kanal in die andere Richtung, erreicht man bei Saint-Malo den Ärmelkanal. Der Kanal hat heute aber nur mehr touristische Bedeutung.

## Geschichte
Der Name der Gemeinde kommt aus dem lateinischen Monasteriolum Sulerinsulam, womit ein kleines Kloster an der Ille bezeichnet wurde. Im 12. Jahrhundert entwickelte sich der Ort rund um dieses Kloster, von dem heute keine Spuren mehr zu finden sind.
Durch die Erbauung des Canal d’Ille-et-Rance und später einer parallelen Eisenbahnverbindung (Bahnstrecke Rennes–Saint-Malo) wurde im 19. Jahrhundert die Ansiedlung von Industriebetrieben begünstigt: Gerbstofffabrik, Lohgerberei, Milchindustrie usw.

### Bevölkerungsentwicklung
| Jahr                       | 1962 | 1968 | 1975 | 1982 | 1990 | 1999 | 2007 | 2017 |
| Einwohner                  | 1313 | 1399 | 1479 | 1453 | 1418 | 1554 | 1925 | 2383 |
| Quellen: Cassini und INSEE |      |      |      |      |      |      |      |      |

## Gemeindepartnerschaften

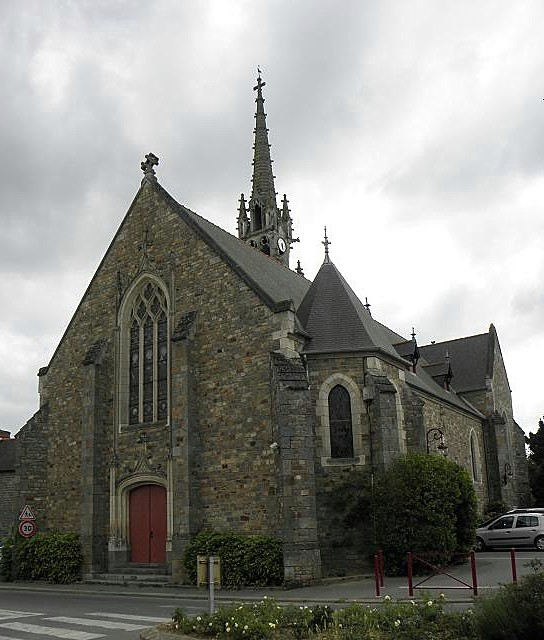
Kirche Saint-Pierre-ès-Liens

- Moffat in Schottland